# Завалска планина
Завалска планина (или Кози гребен, Козя гърбина) е планина в Западна България, Пернишка област, най-западната от Завалско-Планската планинска редица на Средногорието.
Планината се простира от северозапад на югоизток на около 20 км, а ширината и е до 4 – 5 км. На североизток Ярославската котловина (964 м) я свързва с планината Вискяр, а на югоизток граничи с рида Гребен, част от Вискярска планина. В разлома между двете планини, над село Гърло е построен язовир Красава, който водоснабдява град Брезник с вода за питейни и битови нужди. На югозапад долината на река Ябланица (десен приток на Ерма) я отделя от планините Ездимирска и Стража, а седловина висока 878 м я свързва с планината Любаш. На северозапад, в района на село Проданча седловина висока 971 м я свързва с планината Гребен, по-голямата част от която е на сръбска територия.
Планината се състои от няколко паралелни, ориентирани в посока северозапад-югоизток ридове (Црънча, Гребен и др.), разделени от надлъжни долини. Билото е разчленено и се издига на 1000 – 1100 м н.в. Най-висока точка е връх Китка (1180,7 м), разположен на 1,4 км северозападно от село Завала. Изградена е предимно от горнокредни пясъчници, мергели, варовици, туфи, туфити и мощни покрови от андезити. По част от билото ѝ преминава главният вододел на България между вособорните басейни на Черно и Егейско море. От нея извират река Конска (десен приток на Струма) и малки десни притоци на река Ябланица. Почвената покривка е представена предимно от канелени и светлокафяви горски почви. Силно обезлесена, като на отделни участъци се срещат редки гори от дъб и габър и храсталаци. Значителни части от планината през 1970-1990-те години са били залесени с бял бор. В тях към 2022 г. се извършва интензивен дърводобив. Прокарани са много  горски пътища, край които природата е силно замърсена от битовите отпадъци на дорводобивниците. Макар и силно увредени, природните местообитания са дом на сърни, диви свине, зайци, таралежи, гарвани, мишелови, сойки, кълвачи и мн. др. Планината е с голям туристически потенциал, но практически липсва каквато и да било инфраструктура в това отношение. В нея се ловува и туристите трябва да са внимателни. В рида Црънча откъм с. Гърло се намират върховете Малчовица (967 м.), Веля глава (1046 м.) и Црънча (1145 м.). От последния се открива красива панорамна гледка към планините Любаш, Стража, Руй, Гребен, Рила и др. 
В планината и по нейните склонове са разположени град Брезник и 12 села: Билинци, Бутроинци, Видрица, Врабча, Гърло, Завала, Мракетинци, Муртинци, Неделково, Проданча, Филиповци и Ярославци
По югозападното и северозападното подножие на планината преминават участъци от два пътя от Държавната пътна мрежа:
- По цялото ѝ югозападно подножие, от град Брезник до село Филиповци, на протежение от 23,8 км – участък от второкласен път № 63 Перник – Брезник – Трън – ГКПП „Стрезимировци“.
- По цялото ѝ северозападно подножие, между селата Филиповци и Грълска падина, на протежение от 13,7 км – участък от третокласен път № 813 Бучин проход – Годеч – Драгоман – Трън.

## Топографска карта
- Лист от карта K-34-46. Мащаб: 1 : 100 000.